# Flaga stanowa Karoliny Północnej

Flaga obowiązująca w czasie wojny secesyjnej. 20 maja 1861 roku jest datą wystąpienia z Unii

Flaga stanowa Karoliny Północnej ma kolory flagi państwowej. Gwiazda i inicjały NC (North Carolina) symbolizują ten stan. Na wstęgach widnieją daty ogłoszenia dwóch istotnych dokumentów z czasów amerykańskiej rewolucji.
Przyjęta 9 marca 1885 roku. Proporcje 2:3.